# Giovan Battista Pacichelli

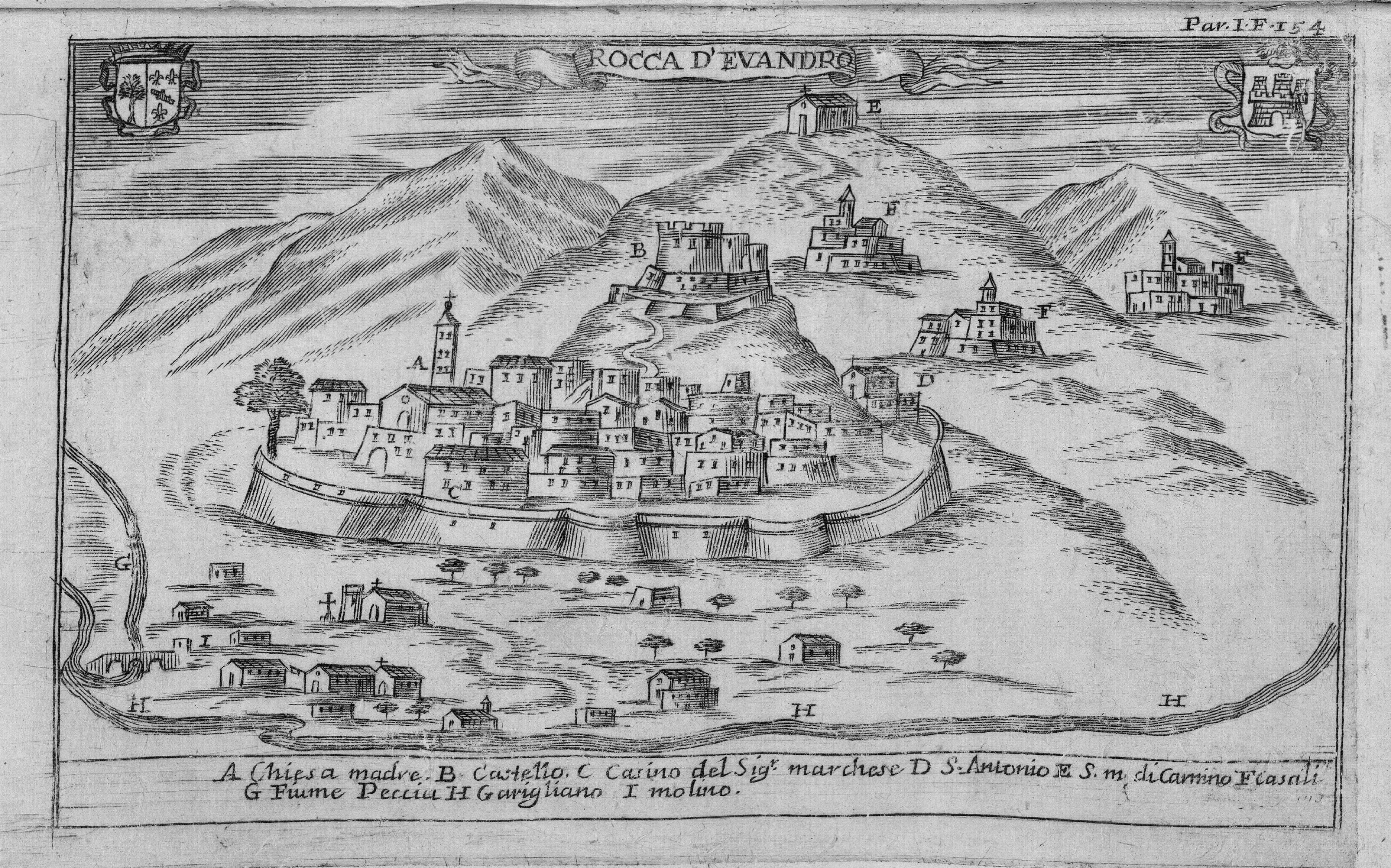
Einer der Stiche aus Das Königreich Neapel … von de Silva, 1704.

Giovan Battista Pacichelli auch Giovanni Battista Pacichelli (* um 1641 in Rom; † 1695 ebenda) war ein italienischer Abt, Historiker, Reisender und Autor. Er entstammt einer toskanischen Familie ab, die in Pistoia lebte. Seine Studienzeit verbrachte er zunächst an der Universität Pisa, wo er Rechtswissenschaften studierte, dann in Rom für ein Theologiestudium an der Universität La Sapienza.

## Leben
Schon früh machte er sich als Antiquar und Philologe einen Namen. Er wurde als Konservator an den Heiligen Stuhl in Rom berufen, wo er zum Auditeur des päpstlichen Legaten in Deutschland bestellt wurde. Dies ermöglichte ihm, sich ohne Mühe im ganzen Heiligen Reich Deutscher Nation zu bewegen. So ging er zunächst nach Deutschland, 1873 in die Niederlande, im Jahr darauf zurück nach Deutschland, dann wieder nach Rotterdam, Den Haag und Amsterdam. Dortselbst besuchte er neben einigen Bibliotheken auch die Sammlungen von Witsen, Grill, Occo und van der Hem. Weitere Stationen waren Hamburg, Bremen, Lübeck, Brügge, Paris, Artois und die Champagne, dann Westfalen und Sachsen, Colmar und Mainz.
1675 zog es ihn weiter auf die Britischen Inseln, wo er die drei großen Landesteile Britannien, Schottland und Wales aufsuchte. Von Dover segelte er nach Lissabon und zog durch die Iberische Halbinsel. Über Köln ging es weiter nach Skandinavien, Polen, Ungarn und Österreich, bevor er ein Jahr später die Provence besuchte, das Dauphiné und Savoyen. Von dort kehrte er zu seinem Dienstherrn zurück.
1678 wurde er an den Hof von Parma berufen, wo er vier Jahre lang als Berater von Herzog Ranuccio II. Farnese fungierte. Danach war er zwölf Jahre in den Diensten des Königreichs Neapel. In deren Auftrag führte er Studien über die Geschichtsschreibung und lokale Bräuche durch. Eine sorgfältig in Kupfer geätzte Arbeit über „Das Königreich Neapel, unterteilt in zwölf Provinzen, seine Metropole, seine 148 Städte und alle Länder“ gilt heute als sein bekanntestes Werk. Es wurde posthum in Neapel verlegt. Die darin enthaltenen Stiche sind das Werk des Spaniers Francesco Cassiano de Silva.

## Arbeiten
Während seiner langen Reisen verfasste Pacichelli zahlreiche Schriften. Neben seinem Das Königreich Neapel, das heute als Meisterwerk gehandelt wird, sind die Beschreibungen aus dem letzten Viertel des 17. Jahrhunderts wertvolle Mosaiksteine der Sozialstrukturen und der Kulturentfaltung zu Beginn der Neuzeit. Bei seinem Hauptwerk wird besonders hervorgehoben, dass Pacichellis Werk das Ergebnis einer genauen und sorgfältigen Forschung sei und somit Ausdruck einer sehr guten Kenntnis der Provinzen seines Königreichs. Deutlich ist es von den zahlreichen Reiseführern des 18. Jahrhunderts oder den zahlreichen Reiseführern für Ausländer zu unterscheiden und ist auch keine Aneinanderreihung von Postkutschenstation zu Postkutschenstation, sondern eine umfassende Quelle der historisch-geographischen Realität, die vor allem der sorgfältigen Geländeaufnahme verpflichtet war. Seine Karten wurden in Format und Maßstab reduziert und stark vereinfacht, indem beispielsweise zahlreiche hydrographische Informationen unterdrückt oder mehrere kleine Wasserläufe zu einem zusammengefasst wurden, darüber hinaus gibt es zahlreiche Orte, denen der Name fehlt.